# 近藤正道
近藤 正道（こんどう まさみち、1947年1月25日 - ）は、日本の政治家、弁護士（登録番号：15594）。
参議院議員（1期）を務めた。

## 来歴
新潟県三島郡出雲崎町生まれ。新潟県立柏崎高等学校、中央大学法学部法律学科卒業。1977年、新潟市で法律事務所を開業した。
1987年、日本社会党公認で新潟県議会議員選挙に出馬し、初当選。県議を5期務めた後、2004年の第20回参議院議員通常選挙に新潟県選挙区から無所属で出馬し、初当選。当選後、社会民主党・護憲連合（参議院の院内会派）入りした。なお近藤は1997年には社民党新潟県連代表に就任しており、2004年の参院選に出馬した時も党籍はあったが、民主党からの選挙協力を受けるため無所属で出馬し、民主・社民両党が推薦する形が採られた（新潟方式）。
普天間基地移設問題において沖縄県外移設を断念した鳩山由紀夫内閣の方針に対し、社会民主党は連立政権離脱を選択したが、近藤は最後まで離脱に反対した。その後2010年7月11日の第22回参議院議員通常選挙に再び党籍を残したまま無所属で出馬するが、田中直紀・中原八一の後塵を拝し、次点で落選。
2020年9月25日、同年11月に行われる柏崎市長選挙への立候補を表明した。立憲民主党、日本共産党、社会民主党の推薦を得るも、同年11月15日の投開票の結果、現職の桜井雅浩に2万票以上の大差をつけられ落選した。

## 活動
- 2006年4月26日に参議院議員会館で行われた「共謀罪に反対する超党派国会議員と市民の緊急院内集会」の呼びかけ人を務めた[5]。
- 2008年10月1日に福島みずほ党首と共にこんにゃくゼリーの製造・輸入・販売の即時禁止とマンナンライフへの責任追及と自主回収を要求する「申し入れ」を野田聖子消費者行政担当大臣に渡した[6]。
- 2009年11月26日、東京・永田町の衆議院第1議員会館で、在日本大韓民国青年会や在日本大韓民国民団が主催する「永住外国人の地方参政権法案の早期立法化を求める11・26緊急院内集会」に、末松義規・小川敏夫・渡辺浩一郎・手塚仁雄・初鹿明博・白眞勲・鰐淵洋子・魚住裕一郎・笠井亮と共に参加し、在日外国人の参政権法案を早期に成立させる決意表明をした[7]。

## 政策
- 選択的夫婦別姓制度導入に賛成[8]。「人権大国として胸を張っていくためにも必要」と述べる。

## 議員連盟
- 日本民主教育政治連盟
- 共謀罪に反対する超党派国会議員と市民の集い（呼びかけ人）[9]